# Gaspare Cozzi
Gaspare Cozzi (Torino, 23 novembre 1914 – ...) è stato un calciatore italiano, di ruolo difensore.

## Caratteristiche tecniche
Ad inizio carriera giocava come centromediano; una volta passato al Torino venne spostato nel ruolo di terzino destro, che mantenne fino a fine carriera.

## Carriera
Dopo aver giocato per una stagione nella Venchi Unica nelle serie minori viene acquistato dal Torino, con cui nella stagione 1937-1938 gioca 4 partite in Serie A; termina però anzitempo la sua stagione a causa di una frattura ad una gamba rimediata in uno scontro di gioco in una partita contro la Juventus, il 6 febbraio 1938. A causa dell'infortunio rimane inattivo per l'intera stagione successiva, nella quale rimane comunque sotto contratto con la squadra del capoluogo piemontese. In seguito scende di categoria, giocando 27 partite in Serie C nella stagione 1939-1940 con il Savona. Nella stagione 1940-1941 gioca invece 9 partite in Serie B nella Lucchese, per poi passare al Bari; con la squadra pugliese gioca altre 6 partite nella serie cadetta nella stagione 1941-1942. Nella stagione 1942-1943 gioca in Serie C con l'Ivrea; dopo l'interruzione dei campionati dovuta alla Seconda guerra mondiale, nel 1945 viene tesserato dal Como, con cui gioca 14 partite nel campionato misto di Serie B e C; viene riconfermato anche per la stagione successiva, nella quale gioca altre 4 partite in Serie B.

## Palmarès

### Club

#### Competizioni nazionali
- Serie C: 1

Savona: 1939-1940
- Serie B: 1

Bari: 1941-1942